# Чаган (провінція)
Прові́нція Чага́н (кор. 慈江道, 자강도, Чаган-до) — провінція Корейської Народної Демократичної Республіки. 
Розташована на півночі Корейського півострова, на півночі Республіки, на кордоні з Китаєм. Утворена 1954 року на основі північно-східної частини історичної провінції Пхьонан. 
Адміністративний центр — місто Канге.